# Артист (телесеріал)
«Артист» (рос. Артист) — російськомовний телесеріал 2019 року знятий в Україні. Телесеріал створено кінокомпанією «Українська продакшн студія» на замовлення ТРК «Україна». Режисером телесеріалу виступив Анатолій Матешко.
Прем'єра телесеріалу в Україні відбулася у понеділок 8 квітня 2019 року на телеканалі «ТРК Україна». Прем'єра в Росії  відбулася 29 лютого 2020 року на телеканалі «Домашній».

## Сюжет
Максим Нестеренко ніяк не може влаштувати своє особисте життя. У нього також і не складається на роботі, бракує грошей. Він береться за будь-який проект, але йому дають лише другорядні ролі, головним чином копів.
Ще одною проблемою стає картярський борг. Його обіцяють пробачити лише після виконання доручення — відвезти певний кейс до пункту призначення. У дорозі головний герой потрапляє в аварію. Його рятує поліцейський Лемешев, а сам гине, вибухнувши разом з машиною Максима. Обставини складаються так, що Максима приймають за Лемешева, а Лемешева — за Максима, адже вони схожі. Крім того, опер Лемешев якраз їхав на нове місце роботи у відділку міста Кам'янецьке, і там його ніхто не знає.
Переховуючись від боргів, Максим «тимчасово» стає копом, як це він робить у кіно. Також починає налаштовуватись й особисте життя — він заводить роман з таємничою жінкою Інгою, а потім знайомиться з опером Настею Литвинович.

## У ролях
- Михайло Гаврилов — Максим Назаренко, актор (фактично Олексій Лемешов, капітан, опер) (головна роль)
- Євгенія Лоза — Анастасія Литвинович, капітан, опер (головна роль)
- Ірина Новак — Інга Жоріна, «хазяйка міста»
- Іван Залуський — Віталій Неділько, поліцейський (перевертень у погонах)
- Олександр Пожарський — Петро Фомін, капітан, опер
- Олександр Ганноченко
- Костянтин Данилюк — Соломін
- Анатолій Матешко — режисер
- В'ячеслав Василюк — Цвєтков, начальник управління
- Арсен Босенко — Корбут
- Єгор Герасимов — Вінт
- Роман Халаїмов  — Щуплий
- Орест Пастух — Артур
- Олександр Ганноченко — Балога
- Євген Олейник — Рогов
- Анатолій Тихомиров — Вадим Голубков

## Зйомки
Телесеріал знімався у 2018 році в Києві та Київській області.

## Критика
Телесеріал був підданий критиці за його російськомовність. Герої живуть у місті, що розаташоване за 300 кілометрів якоїсь невідомої столиці. Також фільм було знято у жанрі іронічного детективу, де поєднується власне детектив і гра в нього. Хоча офіційно телеканал визначив жанр лірична комедія.